# IJslands
Het IJslands (IJslands: íslenska) is een Noord-Germaanse taal met bijna 320.000 sprekers. Het is de officiële taal van IJsland.
Het IJslands behoort samen met het Faeröers tot de westelijke of eiland-Scandinavische talen. Het is niet zonder meer te verstaan voor sprekers van de Scandinavische talen van het vasteland: Noors, Zweeds en Deens.
Het IJslands wordt met het Latijnse alfabet geschreven, waaraan verschillende tekens zijn toegevoegd: Áá, Éé, Íí, Óó, Úú, Ýý, Ðð (eth), Þþ (thorn), Ææ en Öö. De alfabetische volgorde is: A Á B (C) D Ð E É F G H I Í J K L M N O Ó P (Q) R S T U Ú V (W) X Y Ý (Z) Þ Æ Ö.
De letter thorn (þ) geeft de klank weer die men ook tegenkomt als de th in het Engelse think (ongeveer als de Griekse letter Θ (Nieuwgrieks: theta)), en de eth (ð) is daar de stemhebbende variant van (als de th in het Engelse that of de Griekse letter Δ (delta)), evenwel staat de letter ð in het IJslands nooit aan het begin, noch de letter þ aan het eind van een woord. De thorn komt uit het oude runenalfabet. De "æ" spreekt men uit als "ai", zoals in mais.
De letters c, q, w en z worden niet gebruikt, behalve voor woorden en namen van niet-IJslandse afkomst. Verder klinken i en y gelijk, alsook í en ý. De in onbruik geraakte z klinkt als s, net als in alle Noord-Germaanse talen. De eerste lettergreep van een woord krijgt de nadruk.
IJsland werd tussen 800 en 1000 bevolkt vanuit West-Noorwegen. Het IJslands heeft zich ontwikkeld uit het Oudnoords. In Noorwegen vonden, net als in de rest van het Germaanse taalgebied, in de eeuwen daarna grote taalveranderingen plaats, al of niet veroorzaakt door de intensieve contacten met de Nederduits sprekende handelslieden van de Hanze, maar op het afgelegen IJsland gebeurde dat bijna niet en bleven de woordenschat en het verbuigingssysteem vrijwel onveranderd. De uitspraak is wel veranderd. Het IJslands bezit een aantal fonemen die zeldzaam zijn in andere Europese talen, bijvoorbeeld een stemloze l, n, m en r.
In het IJslands is het oude Scandinavische verbuigingssysteem dus nog helemaal intact. Alle zelfstandige naamwoorden, bijvoeglijke naamwoorden, lidwoorden, aanwijzende voornaamwoorden, bezittelijke voornaamwoorden, eigennamen, (rang-)telwoorden enzovoorts worden verbogen in vier naamvallen, die voor alle drie woordgeslachten aparte vormen kennen. Daarnaast kent het IJslands nog sterke en zwakke verbuigingen.
Ter illustratie volgt hier de verbuiging van het onregelmatige mannelijke woord fjörður, 'fjord'.
|            | enkelvoud | meervoud |
| ---------- | --------- | -------- |
| nominatief | fjörður   | firðir   |
| genitief   | fjarðar   | fjarða   |
| datief     | firði     | fjörðum  |
| accusatief | fjörð     | firði    |

Het bepaald lidwoord wordt, net als in de andere Scandinavische talen, achter het zelfstandig naamwoord geplakt (aangehecht lidwoord), waardoor je vormen kunt krijgen als fjarðarins 'van de fjord', fjörðunum 'aan de fjorden'. Het onbepaald lidwoord kent het IJslands niet. Fjörður kan dus zowel 'fjord' als 'een fjord' betekenen. Aangetekend zij, dat er slechts een tiental woorden volgens dit paradigma verbogen worden. De meeste sterke mannelijke woorden hebben een genitief op -s en een meervoud op -ir.
Een opvallend kenmerk van het IJslands is het sterke purisme, dat een grote invloed op de ontwikkeling van de taal heeft gehad. Waar de andere Germaanse talen overspoeld werden met leenwoorden uit Frans en Latijn, en de vasteland-Scandinavische talen bovendien met leenwoorden uit het Nederduits, heeft men in IJsland steeds geprobeerd voor de benaming van nieuwe begrippen uit de bron van erfwoorden te putten. Het IJslands is een rijke taal, vanwege de vele eeuwen sagaliteratuur. Daardoor kon men vaak vergeten woorden uit het verleden nemen om nieuwe begrippen aan te duiden. Zo werd 'telefoon' sími, naar een oud woord voor 'draad', en 'scherm' (beeldscherm, computerscherm) skjár, naar een oud woord voor 'venster'.
De laatste jaren neemt het aantal leenwoorden echter toe in het IJslands, zoals de woorden "pizza" en "taxi".